# Союз Харизматических Православных Церквей
Союз Харизматических Православных Церквей (англ. The Union of Charismatic Orthodox Churches UCOC) — преимущественно афроамериканская и латиноамериканская христианская конфессия, входящая в состав Движения конвергенции (Convergence Movement). Основанный 31 июля 2019 года в Пейнтед-Пост, штат Нью-Йорк, США союз описывает себя как «охватывающий множество протестантских и католических выражений вероисповедания и практики». Большинство церквей союза расположены на севере Соединенных Штатов.

## История
31 июля 2019 года в штате Нью-Йорк был образован Союз харизматических православных церквей, временным прелатом единогласно избран епископ Эмилио Альварес. 20 октября 2020 года на первом синоде Альварес был избран возглавить союз в качестве предстоятеля. В декабре 2020 года Альвареса принимал архиепископ Греческой православной архиепархии Америки Элпидофор. В 2021 году Альварес был назначен архиепископом и предстоятелем союза.

## Статистика
По состоянию на 2020 год Союз харизматических православных церквей насчитывал около 24 церквей на северо-востоке США.

## Вероучение
В союзе богослужение отражает принципы Движения конвергенции. Его духовенство одевается в облачения и церковные одежды, ведет верующих через сбор и Евхаристию. Церкви в составе собюза также следуют литургическому календарю, принимают никейский, апостольский и афанасианский символы веры. Богослужение структурировано с использованием уроков из Книги общих молитв 1979 года, наряду с восточно-православными и римско-католическими литургиями. Как и большинство христианских организаций Конвергенции, за исключением Харизматической Епископальной Церкви, союз разрешает рукоположение женщин.